# Коваль, Мариан Викторович
Мариа́н Ви́кторович Кова́ль (настоящая фамилия — Ковалёв; 1907—1971) — советский композитор и общественный деятель. Народный артист РСФСР (1969). Заслуженный деятель искусств Литовской ССР (1954). Лауреат Сталинской премии первой степени (1943). 

## Биография
Родился 4 (17 августа) 1907 года в селе Пристань Вознесения (ныне Подпорожский район Ленинградской области) в семье агронома. В 1921—1925 годах учился в Петроградском музыкальном техникуме по классу фортепиано, в 1925—1930 годах — в МГК имени П. И. Чайковского по классу композиции (у М. Ф. Гнесина и Н. Я. Мясковского). С 1925 года входил в Проколл (Производственный коллектив студентов-композиторов Московской консерватории), был членом Российской ассоциации пролетарских музыкантов. Участвовал в создании оратории «Путь Октября» и других произведений. Наряду с Л. Н. Лебединским и В. А. Белым в конце 1920-х и начале 1930-х годов был одним из зачинщиков травли А. В. Мосолова, охарактеризовал его хоровое сочинение «Двадцать четвёртый год» как «музыку классового врага».
Летом 1931 года М. В. Коваль предложил Н. Я. Мясковскому тему для сочинения о переменах жизни в деревне, связанных с коллективизацией. Эту тему Мясковский воплотил в своей Двенадцатой симфонии (1932).
В 1943 году Мариан Коваль передал присуждённую ему Сталинскую премию, 100 000 рублей, в Фонд обороны.
Член ВКП(б) с 1940 года. В 1948 году вошёл в число руководителей новосозданного СК СССР. В 1948—1952 годах он был редактором журнала «Советская музыка», начав свою деятельность во главе издания с публикации в трёх номерах своей статьи «Творческий путь Д. Шостаковича» — по мнению биографа Шостаковича К. Мейера, «политический донос, содержавший сокрушительную критику творчества Шостаковича в целом»: как указывает другой современный специалист,

буквально к каждому его произведению прикреплялся политический ярлык и в каждом обнаруживались «декадентские стороны». Ранние произведения, писал Коваль, «с полным основанием можно назвать отвратительными», в опере «Нос» проявились «декадентство, формализм и урбанизм», не только произведения «крупных» жанров, но даже работы в области малых форм были последовательно раскритикованы (романсы на стихи Пушкина продемонстрировали, по словам Коваля, что «Шостакович — композитор с недоразвившимся мелодическим даром»). Обвинения в «зауми», «мелодической бедности», «убожестве» и т. д. перемежались с возмущениями по поводу того, что Шостакович удостоился титула классика советской музыки.

Создал много хоровых и сольных вокальных циклов, романсов, массовых песен, фортепианных пьес, обработок русских народных песен, музыки к спектаклям и кинофильмам. Автор многочисленных статей и книги «С песней через годы» (1968). В 1956—1961 годах — художественный руководитель Русского народного хора имени М. Е. Пятницкого.
Умер 15 февраля 1971 года. Похоронен в Москве на Введенском кладбище (участок № 21).

## Музыкальные сочинения (выборка)
- 1939 — детская опера «Волк и семеро козлят» (2-я редакция, 1951; 3-я редакция, 1965)
- 1939 — оратория «Емельян Пугачёв» (2-я редакция, 1959)
- 1941 — оратория «Народная священная война» (1941)
- 1942 — оратория «Чкалов», на стихи В. В. Каменского
- 1942 — опера «Емельян Пугачёв» (2-я редакция, 1955), на либретто Василия Каменского[5]
- 1946 — опера «Севастопольцы» («Последний катер» для ТВ)
- 1948 — кантата «Поэма о Ленине»
- 1949 — комическая опера «Граф Нулин» (по А. С. Пушкину)
- 1964 — балет «Аксюша» (1966)

## Музыкально-критические статьи
- Ленин в музыке // Пролетарский музыкант. 1930, № 1.
- Творческий путь Шостаковича // Советская музыка. 1948, №№ 2 — 4.
- За большевистскую партийность в советском музыкознании // Советская музыка. 1949, № 3, с.3-11.
- Общее собрание в Ленинградском Союзе советских композиторов, посвященное обсуждению задач музыкальной критики и науки // Советская музыка. 1949, № 3, с. 17-29.

## Награды и премии
- Сталинская премия первой степени (1943) — за оперу «Емельян Пугачёв» (1942)[6]
- заслуженный деятель искусств РСФСР (5 июля 1947)
- заслуженный деятель искусств Литовской ССР (1954)
- народный артист РСФСР (10 апреля 1969)